# جون بروكس (كاتب)
جون بروكس (بالإنجليزية: John Brooks)‏ (1920 - 1993)؛ صحفي وروائي أمريكي.